# Tōya Izumi
Tōya Izumi (japanisch 泉 柊椰 Izumi Tōya; * 2. Dezember 2000 in Yao, Präfektur Osaka) ist ein japanischer Fußballspieler.

## Karriere
Tōya Izumi erlernte das Fußballspielen in der Jugendmannschaft von Vissel Kōbe sowie in der Schulmannschaft der privaten „Seikei-Sporthochschule Biwa-See“ (びわこ成蹊スポーツ大学 Biwako Seikei sports daigaku, Englisch Biwako Seikei Sport College). Vom College wurde er von Oktober 2021 bis Saisonende 2022 an seinen Jugendverein Vissel Kōbe ausgeliehen. Nach der Ausleihe wurde er am 1. Februar 2023 fest von Vissel Kōbe unter Vertrag genommen. Der Verein aus Kōbe, einer Stadt in der Präfektur Hyōgo, spielte in der ersten japanischen Liga. Sein Erstligadebüt gab Toya Izumi am 25. Februar 2023 (2. Spieltag) im Auswärtsspiel gegen Hokkaido Consadole Sapporo. Bei dem 3:1-Auswärtserfolg wurde er in der 69. Minute für Daiju Sasaki eingewechselt. Nach acht Erstligaspielen wechselte er im August 2023 auf Leihbasis zum Zweitligisten Montedio Yamagata. Hier bestritt er bis Saisonende acht Ligaspiele. Die Saison 2024 wurde er an den Drittligisten Ōmiya Ardija ausgeliehen. Am Ende der Saison 2024 feierte er mit dem Verein die Drittligameisterschaft und den Aufstieg in die zweite Liga. Nach der Ausleihe wurde er am 1. Februar 2025 fest von Ōmiya unter Vertrag genommen.

## Erfolge
Ōmiya Ardija
- Japanischer Drittligameister: 2024